# Kay Swinburne
Pour les articles homonymes, voir Swinburne.
Kay Swinburne, née le 8 juin 1967 à Aberystwyth, est une femme politique britannique, membre du Parti conservateur. Elle est députée européenne de 2009 à 2019. Elle devient membre de la Chambre des lords le 20 juin 2023.